# Sandlosta
Sandlosta (Bromus sterilis) är en växtart i familjen gräs. Arten är ettårig, tuvad och har ludna till småhåriga blad. Blomningstiden är maj till juni.